# Махлинець
Махлине́ць — село в Україні, у Стрийському районі Львівської області. Населення становить 122 особи. Орган місцевого самоврядування — Гніздичівська селищна рада.

## Історія
Село Махлінець було засноване 1823 року німецькими поселенцями, що прибули сюди із регіону Егерланд (Богемія), зокрема з парафій План та Пфраумберг.

## Населення
За даними перепису населення 2001 року у селі проживали 122 особи. Всі жителі села (100%) визнали рідною українську мову.

## Політика

### Парламентські вибори, 2019
На позачергових парламентських виборах 2019 року у селі функціонувала окрема виборча дільниця № 460390, розташована у приміщенні народного дому.
Результати
- зареєстрований 61 виборець, явка 50,82%, найбільше голосів віддано за Всеукраїнське об'єднання «Батьківщина» — 22,58%, за «Громадянську позицію» — 16,13%, за Українську Стратегію Гройсмана — 12,90%.[5] В одномандатному окрузі найбільше голосів отримали Андрій Кіт (самовисування) і Олег Канівець (Громадянська позиція) — по 29,03%, за Андрія Гергерта (Всеукраїнське об'єднання «Свобода»), Володимира Наконечного (Слуга народу), Ірину Карпінську (Українська партія) і Василя Загороднього (самовисування) — по 9,68%[6].